# The Boss Baby: Cine-i șef acasă?
The Boss Baby: Cine-i șef acasă? este un film de animație de comedie american din 2017, bazat vag pe cartea de colorat cu același titlu scrisă și ilustrată de Marla Frazee în anul 2010. Produs de DreamWorks Animation și distribuit de 20th Century Fox, filmul este regizat de Tom McGrath după un scenariu de Michael McCullers. Vocile sunt ale lui Alec Baldwin pentru personajul titular, Miles Bakshi, Steve Buscemi, Jimmy Kimmel, Lisa Kudrow și Tobey Maguire. Acțiunea prezintă un copil care este agent secret într-un război rece între bebeluși și căței.
Boss Baby a avut premiera la Miami pe 12 martie 2017 și a fost lansat de către 20th Century Fox pe 31 martie 2017 în Statele Unite. Filmul a adunat 483 milioane de dolari în întreaga lume, în comparație cu bugetul de 125 milioane de dolari, devenind cel al șaptelea cel mai profitabil film al anului 2017. O continuare, Boss Baby: Afaceri de familie, a fost lansată pe 2 iulie 2021. 

## Acțiunea
Un copil pe nume Timothy (Tim) Templeton (Tobey Maguire) povestește din imaginația lui de 7 ani, despre viața lui cu părinții săi, Ted (Jimmy Kimmel) și Janice (Lisa Kudrow). El își dorește să fie doar ei trei pentru totdeauna, dar Janice descoperă că este însărcinată.
Înaintea somnului, Tim începe să se întrebe de unde vin copiii. Într-o zi, Tim rămâne surprins când constată că un bebeluș ce poartă un costum de om de afaceri coboară dintr-un taxi la el acasă, iar părinții lui, Ted și Janice, îl anunță că acela este fratele lui. Tim este invidios de atenția pe care o primește bebelușul, ca să nu mai vorbim de bănuielile la care intră când vede cum copilul se comportă ciudat în jurul lui, dar părinții lui, care nu observă comportamentul excentric al copilului, îl asigură că vor ajunge să se iubească.
Curând, Tim află ca bebelușul poate vorbi ca un adult (Alec Baldwin) și se prezintă ca "The Boss". Văzând ocazia de a scăpa de el, Tim decide să înregistreze o conversație între ”Boss Baby” și alți copii care se află la casa lui Tim la joacă (împreună cu părinții) despre cum să facă deva în legătură cu cățelușii care primesc mai multă dragoste decât bebelușii. ”Boss Baby” și ceilalți copilași îl văd pe Tim cum înregistrează și, după o scenă de urmărire în curtea din spate și în casă, Boss Baby amenință că va rupe animalul de pluș preferat de Tim, Lam Lam. Fără nici o dovadă care să-l susțină, Tim este ulterior învinovățit de părinții săi pentru acțiunile sale în timpul urmăririi dintre el și bebeluși.
Boss Baby vine la Tim și îi cere scuze și îl dă o  suzetă care îi transportă la Baby Corp, un loc în care copiii cu minte de adulți lucrează pentru a păstra dragostea pentru copiii de pretutindeni. Boss Baby îi explică lui Tim că el a fost trimis într-o misiune pentru a vedea de ce cățelușii devin din ce în ce mai mult iubiți decât copilașii. El s-a infiltrat în reședința lui Tim, deoarece părinții lui lucrează pentru Puppy Co, companie care urmează să lanseze un nou cățel, încercând să profite de ziua când angajații pot veni cu copilul la muncă pentru a afla mai multe informații. Boss Baby explică de asemenea că el rămâne inteligent în lumea reală datorită faptului că consumă o "formulă secretă pentru bebeluși", care permite unui copil să se comporte ca un adult. Cu toate acestea, dacă un copil nu bea după o perioadă de timp, el sau ea devine un copil obișnuit. El speră să primească o promovare după ce s-a ocupat de noul cățeluș de la Puppy Co., dar șeful lui Boss Baby îl amenință că îl va concedia pentru că nu a adus informații la timp și că îl va lăsa la familia Templeton. Pentru a evita acest lucru, el și Tim sunt de acord să colaboreze.
Astfel stând lucrurile, părinții îi duc la Puppy Co pentru ziua "ia-ți copilul la lucru". Acolo, ei scapă și găsesc ceea ce ei cred că sunt planurile pentru un "Forever Puppy", dar se dovedește a fi o capcană pusă la cale de fondatorul Francis E. Francis (Steve Buscemi). Ei descoperă că Francis era fostul idol al lui Baby Corp și al lui Boss Baby, dar a fost dat  afară atunci când s-a descoperit că intoleranța sa la lactoză împiedicase formula secretă să funcționeze corect. Promițând răzbunare, Francis a fondat Puppy Corp și intenționează să aibă cățeluși care trăiesc veșnic și care vor umbri bebelușii furând flaconul serului Boss Baby și injectându-l cățelușilor. Părinții lui Tim vor merge cu Francis către Las Vegas, iar fratele lui Francis, Eugene (Conrad Vernon), va fi  babysitterul lui Tim și Boss Baby pentru a-i împiedica să intervină.
Fără un flux continuu de formulă pentru a-și păstra inteligența sub control, Boss Baby începe să devină un copil normal. În ciuda acestui fapt, el și Tim reușesc să se sustragă de la "babysitter" suficient de repede pentru a ajunge la aeroport, dar prea târziu pentru a se intersecta cu părinții lui Tim. Tim îl acuză pe Boss Baby că se folosește de familia sa pentru propriile sale motive, pentru care Boss Baby, după o anumită ezitare, își cere scuze. După ce se strecoară într-un avion pentru imitatori ai lui Elvis (James McGrath și James Izzo) care se îndreptau spre Vegas, se opresc la prezentarea lui Francis, când Eugene (deghizat ca un alt imitator al lui Elvis) își dezvăluie involuntar planul, apo încep să petreacă timp împreună în imaginația lui Tim.
Furios din cauza amestecului lor, Francis îi închide pe părinții lui Tim, astfel încât să-i poată arde cu racheta folosită pentru lansarea Forever Puppies. Tim și Boss Baby se luptă cu el, apoi îl împing de pe o margine, făcându-l să cadă în formulă. Boss Baby deschide racheta pentru a lasa câinii sa iasa, astfel încât să-i salveze pe părinții lui Tim. După ce reușește acest lucru, se întoarce la starea de copil în timp ce se află încă pe rachetă, iar Tim îi cântă cântecul familiei pentru a-și arăta aprecierea, făcându-l să sară de pe rachetă înainte de a se lansa. Francis, după ce a revenit la forma de copil, încearcă să-i atace din nou, dar Eugene intervine, afirmând că îl va "educa de data asta" acum, că este din nou copil.
Boss Baby este promovat, pleacă cu un taxi și Tim redevine singurul copil. Dar Tim și Boss Baby, după ce s-au apropiat, încep să-și simtă lipsa. Boss Baby, hrănit, decide sa facă parte permanent din familia Templeton. Revine în familia Templeton ca un bebeluș obișnuit pe nume Theodore Lindsey. În acest moment povestea apare într-o ramă, în care Tim adult îi povestește fiicei lui de 7 ani cum s-a simțit când i s-a născut lui fratele mai mic, pentru a-i liniști grijile cauzate de posibila naștere a unui frate sau a unei surori.

## Voci originale

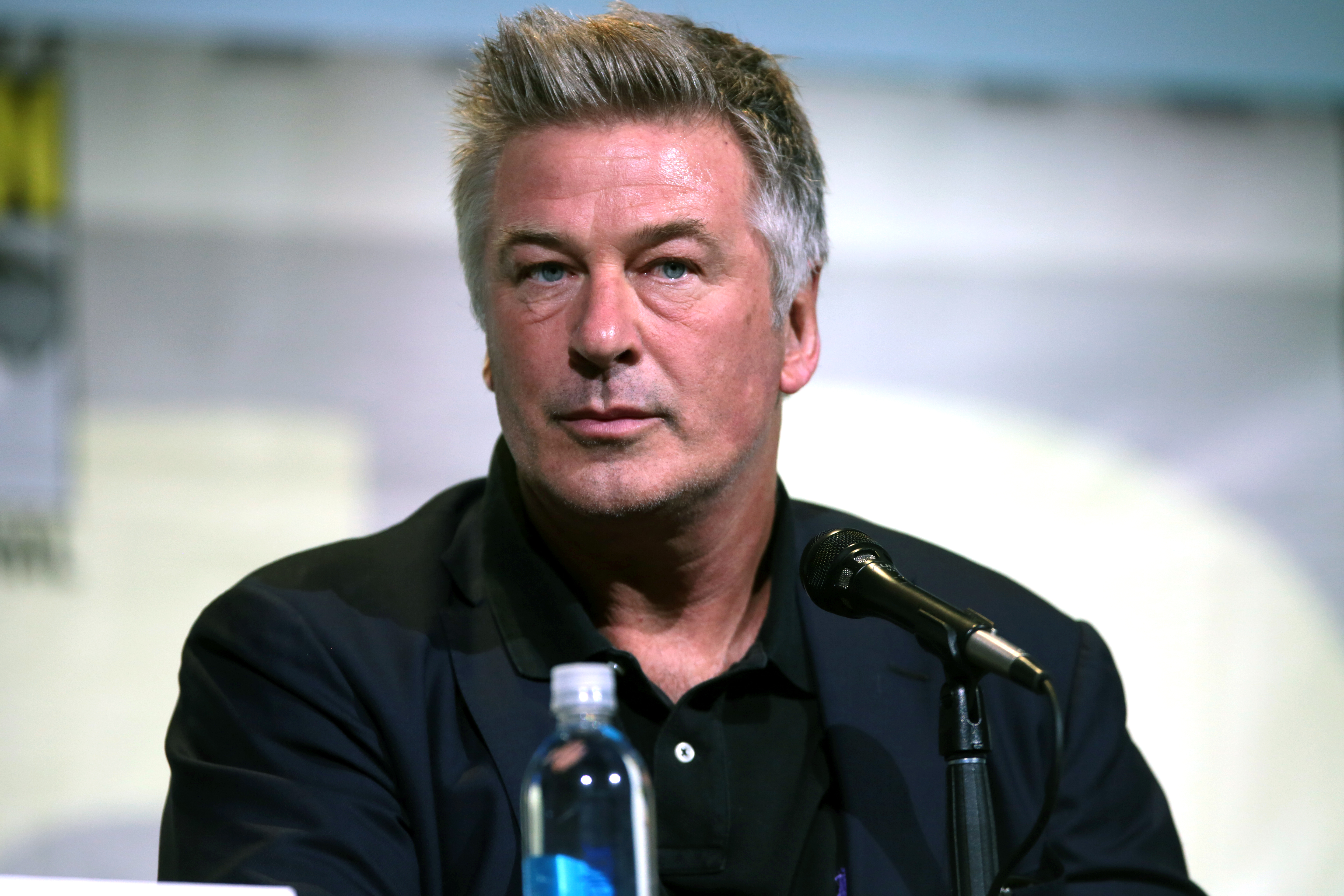
Alec Baldwin, în 2016 San Diego Comic-Con

- Alec Baldwin ca Theodore Lindsey Templeton (Boss Baby), un bebeluș cu minte de adult.
- Mile Bakshi ca Timothy "Tim" Templeton, fratele de 7 ani al lui Boss Baby
- Tobey Maguire ca un Tim adult, naratorul.

- Steve Buscemi ca Francis E. Francis, CEO al Puppy Co.
- Jimmy Kimmel ca Ted Templeton, tatăl lui Tim.
- Lisa Kudrow ca Janice Templeton, mama lui Tim.
- Conrad Vernon ca Eugene, fratele lui Francis Francis E. Francis.
- James McGrath ca Wizzie, ceasul deșteptător-Gandalf al lui Tim.
- David Soren ca Jimbo
- Nina Zoe Bakshi ca fiica lui Tim
- Tom McGrath ca bucătarul de la TV
- Walt Dohrn ca fotograf
- James Ryan ca Ursul Povestitor
- Eric Bell Jr. ca Tripleții
- ViviAnn Yee ca Staci
- Edie Mirman ca Big Boss Baby, șeful lui Boss Baby
- James McGrath și James Izzo ca imitatori ai lui Elvis

## Producție

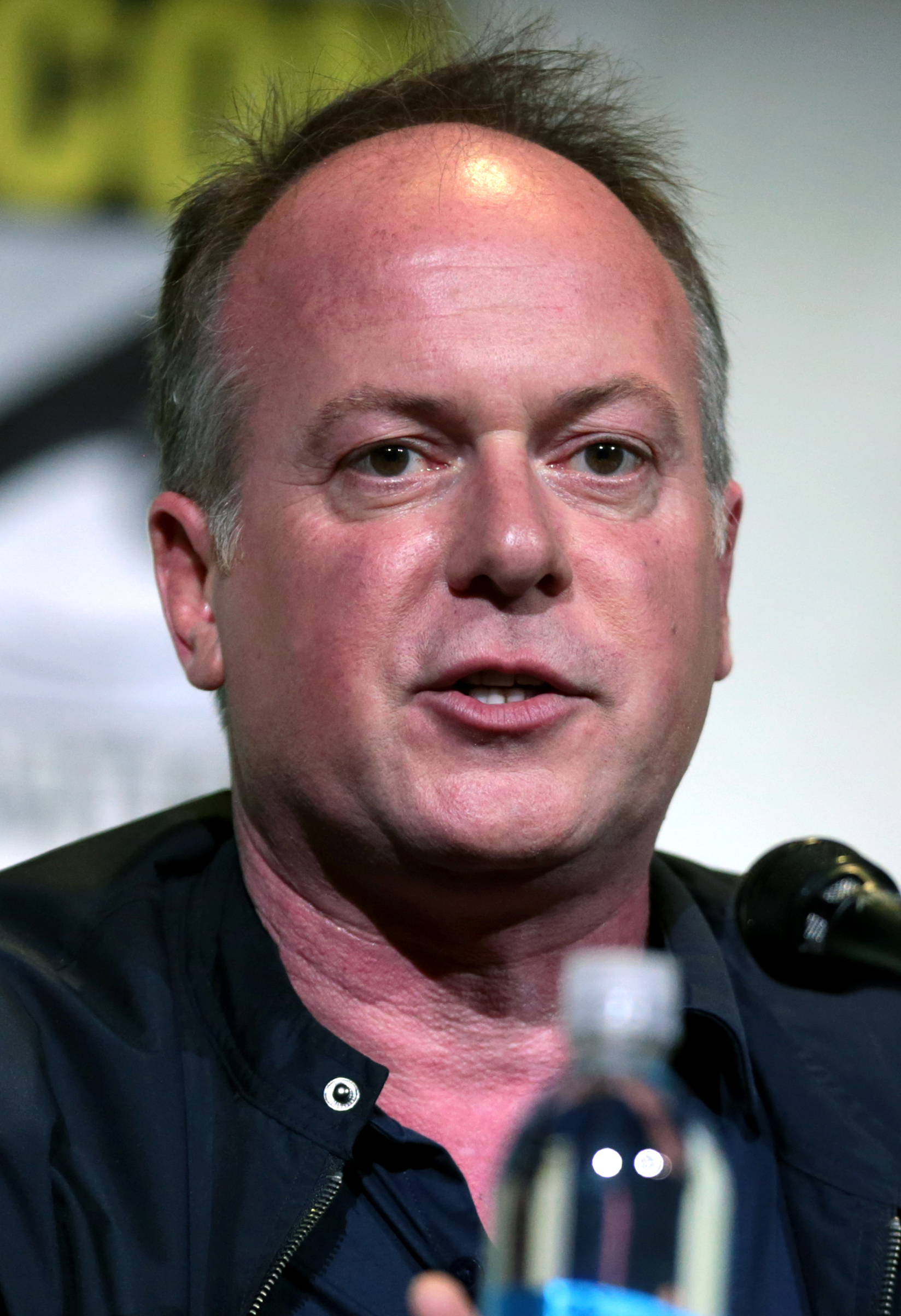
Regizorul Tom McGrath în 2016 San Diego Comic-Con

În 12 iunie 2014, DreamWorks Animation a anunțat planurile de lansare a filmului pe 18 martie 2016, filmul fiind regizat de Tom McGrath. Pe 30 septembrie 2014, Alec Baldwin și Kevin Spacey s-au alăturat proiectului, Baldwin pentru a juca un copil. Ramsey Naito și Denise Cascino urmau să producă filmul bazat pe un scenariu de Michael McCullers. Pe 11 decembrie 2014, s-a anunțat că Boss Baby a fost scos din program și înlocuit cu Kung Fu Panda 3, cu o nouă dată de lansare. Pe 22 ianuarie 2015, data de lansare a filmului a fost amânată pentru 13 ianuarie 2017, și în septembrie 2015, a fost amânată pentru 10 martie 2017. În iunie 2016, s-au anunțat noi nume în distribuție, inclusiv Steve Buscemi în locul lui Spacey, și data de lansare a devenit 31 martie 2017.
Mile Bakshi, fiul producătoarei de la DreamWorks Animation Gina Shay și nepotul regizorului Ralph Bakshi, trebuia să imite vocea unui copil de 7 ani, Tim. Avea 10 ani când a început înregistrarea vocii. În timpul îndelungatului proces de producție, vocea a început să i se schimbe și "până la sfârșitul anului devenise destul de groasă", potrivit lui Bakshi, care avea 14 ani la lansarea filmului. El a trebuit să-și facă vocea "foarte moale, dar când am găsit tonul perfect a fost frumos." Deoarece era deseori prezent la DreamWorks, McGrath, l-a rugat la început să citească doar temporar rolul lui Tim pentru a vedea dacă personajul "funcționează". Tot a trebuit apoi să asculte între 30 și 40 de copii pentru a alege vocea. McGrath a explicat decizia lor: "niciuna nu suna la fel de autentic ca Miles. O mulțime de actori copii sunt buni. Miles a fost natural și fermecător. El era ușor peltic la acea dată și asta îl făcea foarte simpatic." Trei ani mai târziu, Miles a aflat că a primit rolul.

## Muzica
Muzica filmului a fost compusă de Hans Zimmer, împreună cu Steve Mazzaro și diverși artiști. Coloana sonoră a fost lansată pe Back Lot Music și iTunes. "Blackbird" de Beatles a fost folosit pe parcursul acțiunii în diferite puncte de-a lungul filmului.

## Lansarea
Filmul a avut premiera la Festivalul de Film de la Miami pe 12 martie 2017, și a fost lansat în Statele Unite pe data de 31 martie 2017, de către 20th Century Fox.

### Box office
Boss Baby a avut încasări de 175 de milioane de dolari în Statele Unite și Canada și 323,9 milioane de dolari în alte teritorii, încasările totale ridicându-se la 498,9 milioane de dolari.
În America de Nord, Boss Baby s-a lansat odată cu Ghost in the Shell și The Zookeeper's Wife, și premiera a strâns 30 de milioane de dolari de la 3,773 de cinematografe în primul weekend. Cu toate acestea, după încasări de 1,5 milioane de dolari din avanpremierele de joi seara și 15,5 milioane de dolari, vineri, proiecțiile de weekend au crescut la 50 de milioane de dolari. A ajuns la 50,2 milioane de dolari, ajungând pe primul loc în box-office. A rămas  în top și în al doilea weekend, cu încasări de 26,3 milioane de dolari.

### Răspuns critice
Pe agregatorul de recenzii Rotten Tomatoes, Boss Baby are o cotă de 52%, pe baza a 140 de recenzenți, cu o medie de rating de 5.5/10. Consensul criticilor este că „Ingenuitatea lui Boss Baby, sclipirile de spirit, și flash-uri de inventivitate vizuală nu pot compensa premisa subțire și dezamăgitoarea disponibilitate de a se mulțumi cu glume ieftine." Pe Metacritic, filmul are un scor de 50 din 100, pe baza a 32 de critici, indicând "recenzii mixte sau medii". Publicul chestionat de CinemaScore a dat filmului o medie a notelor de "A–" pe o scară de la A+ la F.
Neil Genzlinger de New York Times l-a lăudat pe Baldwin și umorul pentru adulți, spunând: "contrastul dintre etapa de viață de copil neajutorat și cea de corporatist este amuzant, dar destul de complex pentru un film pentru copii, iar intriga se complică de-a lungul filmului când copilul și Tim convin să-și unească forțele pentru a opri o conspirație prin care cățeii ar acapara toată dragostea din lume."

## Continuare
În luna mai 2017, Universal Pictures și DreamWorks a anuntat o continuare programată să fie lansată pe 26 martie 2021, cu Baldwin în același rol.